# Xiphulcus plectiscinus
Xiphulcus plectiscinus är en stekelart som först beskrevs av Per Abraham Roman 1916.  Xiphulcus plectiscinus ingår i släktet Xiphulcus och familjen brokparasitsteklar. Inga underarter finns listade i Catalogue of Life.